# Oxysychus sauteri
Oxysychus sauteri är en stekelart som först beskrevs av Masi 1922.  Oxysychus sauteri ingår i släktet Oxysychus och familjen puppglanssteklar. Inga underarter finns listade i Catalogue of Life.